# Zhang Shaozeng
Zhang Shaozeng (ur. 1879, zm. 1928) – chiński generał i polityk, w roku 1923 prezydent i premier rządu Republiki Chińskiej.

## Życiorys
Urodził się w 1879 roku.
Jako wojskowy sprawował urząd premiera Republiki Chińskiej od 4 stycznia 1923, kiedy to zastąpił na stanowisku Wang Zhengtinga, oraz prezydenta – przez trzy miesiące od 13 czerwca, kiedy zastąpił Li Yuanhonga, do 9 września, gdy nowym tymczasowym prezydentem został Gao Lingwei. Na stanowisku premiera utrzymał się jeszcze miesiąc, do 12 października 1923, kiedy to Gao Lingwei objął i ten urząd.
Zmarł w 1928 roku.